# ベネズエラ国営石油会社
ペトローレオス・デ・ベネスエラ（スペイン語、略称: PDVSA（"ペデベーサ"と発音される））は、ベネズエラ政府が所有する石油会社である。ベネズエラ政府の100%出資会社であるため、日本ではベネズエラ国営石油公社、またはベネズエラ石油公団とも表記される。

## 概要
ベネズエラにはマラカイボ湖やオリノコ川流域を中心に非常に多くの原油及び超重質油が賦存していることから、古くからいわゆる国際石油資本（石油メジャー）による油田開発が進められてきたが、1976年にベネズエラ政府が国内の油田の国有化を宣言したことに伴いPDVSAが設立された。
主にマラカイボ湖周辺の油田からは軽質原油が産出するほか、オリノコ川流域（オリノコ・ベルト地帯と呼ばれる）の油田からは「オリノコ超重質油」と称される重質原油が産出する。ただしオリノコ超重質油は比重が重いことに加え流動性が無く、通常の石油精製施設では精製ができないという問題があることから、膨大な埋蔵量があるとされながらも生産が本格化したのは1990年代以降である。
1990年代までは、国営企業ながらも政府からの経営介入はほとんど無く、世界的に見ても優秀な経営が行われている石油会社の一つと言われてきたが、1999年2月にウゴ・チャベス大統領の政権が誕生して以後、政府からの経営介入の姿勢が強まり（油田や製油所への投資の削減、国庫納付金の大幅な引き上げ等）、経営が圧迫されてきている。2019年には前年の大統領選挙に不正があったとしてニコラス・マドゥロの再選を認めないアメリカより、PDVSAがマドゥロ政権の財政基盤とならないよう、経済制裁の対象とされた。
一方で国有化されたベネズエラ国内の様々な産業の受け皿企業となっている側面もあり、2006年には電力事業、2008年にはセメント事業を傘下に収めているほか、2008年に食品流通・販売部門としてPDVALを設立している。
子会社にアメリカでガソリン等の販売を行うシットゴーがある。

## 問題
2006年にはチャベス政権が、オリノコ川流域で超重質油開発を行う外資系企業に対し「開発に関わる全ての合弁企業においてPDVSAが60%以上のシェアを持つ」ことを要求したため、これに反発したエクソンモービルら複数の石油メジャーがベネズエラから撤退。中でもエクソンモービルとは撤退に伴う損害を巡り裁判に発展している。
2012年、国際商業会議所はベネズエラ政府に対し、エクソンへ約9億ドルの支払いを命じる裁定を下した。しかし、反訴を受けて約7億5000万ドルに減額された。エクソンの請求額は約100億ドルであった。
2011年からは、ベネズエラ人ドライバーのパストール・マルドナドを支援する等の目的で、F1のウィリアムズチームのスポンサーを務めているが（マルドナドの移籍に伴い、2014年からはロータスF1チームにスポンサード先を変更）、スポンサー料が異常な高額に設定されているのではないかとしてベネズエラ議会が調査に乗り出している。実際、2012年にウィリアムズに持ち込んだ金額は2940万ポンド（当時のレートで約36億円）だったことが明らかになっている。これは個人スポンサーとしては破格の金額だった上にマシン性能を差し引いても前シーズンの成績が散々だった（19戦中6戦リタイア・1桁フィニッシュなし）ため「世界一高額なペイドライバー」と揶揄された。

## 経営危機
ベネズエラの原油は超重質油が多いということもあり、生産コストは70-80ドル/バレルと他国と比べて非常に高い。2014年には原油価格が1バレル100ドルを超す原油高となり、不安定な政権下ながらも公社の経営は安定していたが、2015年にはアメリカ合衆国内のシェールオイル増産などの影響により原油価格が暴落（40ドル台半ばへ）し、公社の収入が激減して経営環境が急速に悪化した。
2017年には油井掘削や油田の保守、パイプラインや港湾の操業維持に必要な資金調達が困難となる一方、施設の老朽化の進行も加わり国内生産量が減少。OPECの生産割当量を下回るようになり、減産と資金難のスパイラルに陥った。2018年1月には、 原油生産量が日量160万バレルと前年同月比で20%減を記録。過去30年間で最低水準まで生産量が減少した。
2020年2月、アメリカ政府はマドゥロ政権の石油取引を仲介したとして、ロシアのロスネフチとの合弁企業を制裁対象に指定した。これを受けてロスネフチはベネズエラからの撤退を発表。表向きは制裁回避とはいえ、石油採掘や国外販売のバックボーンの一つを失うこととなった。
ただ2022年に入り、2022年ロシアのウクライナ侵攻の影響でロシア産原油について禁輸の可能性が高まっていること、また親露国であるベネズエラをロシアから引き剥がす狙いから、アメリカはベネズエラ産原油のアメリカへの輸入禁止措置を緩和する方針を打ち出し、ベネズエラ政府と協議を行っている。